# Jeon Young-Sun
Jeon Young-Sun, född den 8 april 1974, är en sydkoreansk landhockeyspelare.
Hon tog OS-silver i damernas landhockeyturnering i samband med de olympiska landhockeytävlingarna 1996 i Atlanta.